# ハイエンドマスターモデル
ハイエンドマスターモデル (HIGHEND MASTER MODEL) は、コトブキヤとタカラトミーのコラボレーションによるプラモデルシリーズ。玩具シリーズ『ゾイド』を1/72スケールプラモデルキットとしてリメイクしたものである。後にゾイドの派生シリーズに当たる『装甲巨神Zナイト』からも製品化された。略称は「HMM」。

## 概要
かつてゾイド関連のフィギュアやスタチューの原型製作を担当し、スーパーロボット大戦シリーズ・アーマードコアシリーズの展開でプラモデルシリーズのノウハウを積んだコトブキヤが2006年11月、製品第一弾のシールドライガーから展開を開始した。なお、企画・製作・販売は全てコトブキヤが行い、タカラトミーはライセンス許諾を認めているにとどまる。
元々は2001～2003年ごろに食玩ブームやアクションフィギュアブームと、それによる大人層の玩具ファンが増えていたことを受け、トミー向けの企画としてスタート。その後、2004年～2005年にトミー側のゾイド企画として『ゾイドフューザーズ』や『ゾイドジェネシス』が開始されたことから一旦は見送りとなり、アニメ終了後はトミーにおけるゾイド展開も縮小傾向にあったことから、展開をコトブキヤが引き継ぐ形となった。タカラトミー製ゾイドシリーズに比べ、パズル的な組み立てキットを目指したとされている。機体リファインはメダロットのデザインを手掛けたまるかた（片平まさし）が担当。片平によれば、デザインアレンジのコンセプトは「惑星Ziの実物ゾイド」というオーダーだったとしている一方で、初期のHMMシリーズキットには車の意匠が取り入れられているとも語っている。手動ギミックに関してはタカラトミー版をほぼ完全に継承しつつ、HMM独自のギミックも盛り込まれている。例としてゾイドコアの再現は当シリーズ共通のものとなっている。
武器などを装着するハードポイントは、タカラトミー版と同じ3ミリ径ながら凹凸の向きが逆転している。これはモデリングサポートグッズやフレームアームズ他コトブキヤの製品の共通規格で、相互流用による高いカスタマイズ性を実現している。
本シリーズはコトブキヤ製プラキットで初めてABS素材を本格導入した商品となる。その際のノウハウは後に同社が発売するMSGにも生かされたという。接着剤不要のスナップフィットモデルであるが、組み上がりの観点から接着剤の使用が推奨されている。
ブレードライガー（バン仕様）などアニメシリーズを由来とする機体を除き、ゾイドバトルストーリーやテレビアニメの版権を有する小学館（SHO-PRO）のクレジットが無い。そのため、説明書にはトミー版キットやアニメを援用しつつも異なるオリジナルストーリーが掲載されている。当初の解説ストーリー執筆者はプロモデラーのヤマザキ軍曹が担当。2017年発売の『ストームソーダー』以降はフリーライターの府中本町伍長が担当している。製品化のペースは比較的緩やかだが、タカラトミー版では製品化されなかったバリエーション機体も展開されており、さらにコマンドウルフLCゼネバス仕様機やモルガAA＆モルガキャリアのようなHMMオリジナル機体も存在する。恒常的にラインナップが維持されているわけではなく在庫が途絶したものもあるが、断続的に再生産が行われており、直営店では限定製品（シールドライガー用の二連ビームキャノンなど）の販売や特典のサービスも行われている。過去にも製品のボックスアートを用いた卓上カレンダーや同社製品のフライングベース3をヘリック共和国とガイロス帝国の国章を描いたオリジナル版を配布したこともある。
2013年12月のゴジュラスの発売をもってHMMシリーズ第一章が終了がアナウンスされたが、代わって新シリーズとして装甲巨神Zナイトが始動し、第一弾のZナイトが発売される。またこの間も既存製品の再生産は続けられた。2014年12月にZナイトシリーズ第2弾マリンカイザーが予約開始までされながら発売中止となる告知があったが、2015年2月よりゾイドシリーズ再開が宣言され、第一弾としてデススティンガーの商品化が発表。同9月にはデススティンガーの予約開始と、追ってマリンカイザーの予約再開がなされた。
2018年1月、イエローサブマリン店員のTwitterにHMMの出荷が停止するという情報が流れる（後に削除）。コトブキヤ側は否定も肯定もコメントしないまま、3月に新製品とまとまった数の再版がなされたものの、以後シリーズの動向は停止状態となる。しかし12月24日に到って、2019年4月のイベント開催と、そこでの新製品発表が告知された。
2020年10月3日、オンラインイベント「エアスタンド・リバー会戦」開催。

## 商品一覧
発売時期順。型式番号（型式番号なしの機体は無表記）・機体名・発売時期（初回販売のみ。再生産は除外）を記載。
ボックスアートは開田裕治、マーシーラビット、中北晃二が手掛けている。

### ゾイド 1/72
1. 001 RPZ-03 シールドライガー 2006年11月
2. 002 RHI-3 コマンドウルフ 2007年06月
3. 003 RZ-028 ブレードライガー 2007年11月
4. 004 EZ-026 ジェノザウラー 2007年12月
5. 005 RPZ-07 シールドライガー・マークII 2008年03月
6. 006 EZ-016 セイバータイガー 2008年06月
7. 007 RZ-042 コマンドウルフAC 2008年07月
8. 008 EMZ-03 モルガ&モルガ(キャノリーユニット装着型) 2008年08月
9. 009 EZ-016 セイバータイガー シュバルツ仕様 2009年01月
10. 010 EZ-034 ジェノブレイカー 2009年02月
11. 011 RMZ-27 カノントータス 2009年03月
12. 012 EMZ-15 モルガAA&モルガキャリア 2009年09月
13. 013 RZ-030 ガンスナイパー 2009年10月
14. 014 RZ-013 バスタートータス 2009年11月
15. 015 EZ-015 アイアンコング 2009年12月
16. 016 RZ-028 ブレードライガーAB バン仕様 2009年12月
17. 017 EZ-004 レッドホーン 2010年02月
18. 018 RZ-030 ガンスナイパー ナオミ仕様 with ワイルド・ウィーゼルユニット 2010年03月
19. 019 EPZ-003 グレートサーベル 2010年05月
20. 020 EZ-035 ライトニングサイクス 2010年07月
21. 021 DPZ-10 ダークホーン 2010年09月
22. 022 RZ-041 ライガーゼロ 2010年11月
23. 023 RZ-042 コマンドウルフLC&AC バラッド仕様 2010年12月
24. 024 RZ-030 ガンスナイパー リノン仕様 2011年03月
25. 025 RZ-010 プテラスボマー ジェミー仕様 2011年05月
26. 026 RZ-041 ライガーゼロ シュナイダー 2011年06月
27. 026 ライガーゼロ専用 シュナイダーユニット 2011年06月
28. 027 EZ-026 ジェノザウラー レイヴン仕様 2011年08月
29. 028 RZ-014 ゴドス 2011年11月
30. 029 RZ-007 シールドライガー バン仕様 2011年12月
31. 030RZ-041 ライガーゼロ イエーガー 2012年02月
32. 030 ライガーゼロ専用 イエーガーユニット 2012年02月
33. 031 DPZ-10 ダークホーン ハリースペシャル 2012年04月
34. 032 RZ-041 ライガーゼロ パンツァー 2012年07月
35. 032 ライガーゼロ専用 パンツァーユニット 2012年07月
36. 033 EZ-049 バーサークフューラー 2012年08月
37. 034 RZ-046 シャドーフォックス 2012年10月
38. 035 EZ-034 ジェノブレイカー レイヴン仕様 2012年11月
39. 036 RZ-031 ディバイソン トーマ仕様 2012年12月
40. 037 EZ-026 サイコジェノザウラー 2013年04月
41. 038 EZ-015 アイアンコング シュバルツ仕様 2013年06月
42. 039 EZ-017 イグアン 2013年09月
43. 040 RBOZ-003 ゴジュラス 2013年12月
44. 041 EZ-036 デススティンガー 2015年12月
45. 002 RHI-3 コマンドウルフ リパッケージ版 2016年03月
46. 042 アイアンコング プロイツェンナイツ 2016年08月
47. 043 ゴジュラス・ジ・オーガ 2016年12月
48. 044 RZ-029 ストームソーダー 2017年11月
49. 045 EZ-049 シュトゥルムテュラン  2018年03月
50. 045 バーサークフューラー専用 シュトゥルムユニット 2018年03月
51. 022 RZ-041 ライガーゼロ マーキングプラスVer. 2019年o4月
52. 026 RZ-041 ライガーゼロ イエーガー マーキングプラスVer. 2019年05月
53. 030 RZ-041 ライガーゼロ シュナイダー マーキングプラスVer. 2019年05月
54. 032 RZ-041 ライガーゼロ パンツァー マーキングプラスVer. 2019年05月
55. 033 EZ-049 バーサークフューラー リパッケージVer. 2019年06月
56. 046 RZ-007 シールドライガーDCS-J 2019年11月
57. 006 EZ-016 セイバータイガー マーキングプラスVer. 2019年12月
58. 047 RMZ-11 ゴドス 旧共和国仕様 2020年01月
59. 016 RZ-028 ブレードライガーAB  2020年02月
60. 004 EZ-026  ジェノザウラー リパッケージVer. 2020年03月
61. 019 EPZ-003 グレートサーベル マーキングプラスVer. 2020年4月
62. 048 EZ-015 アイアンコングイエティ2020年06月
63. 036 RBOZ-006 ディバイソン マーキングプラスVer. 2020年07月
64. 020 EZ-035 ライトニングサイクス マーキングプラスVer. 2020年09月
65. 025 RZ-010 プテラスボマー マーキングプラスVer. 2020年10月
66. 010 EZ-034 ジェノブレイカー リパッケージVer. 2020年11月
67. 049 RZ-030 ガンスナイパー ワイルドウィーゼル仕様 2021年01月
68. 030 ライガーゼロ専用 イエーガーユニット マーキングプラスVer. 2021年02月
69. 026 ライガーゼロ専用 シュナイダーユニット マーキングプラスVer. 2021年03月
70. 032 ライガーゼロ専用 パンツァーユニット マーキングプラスVer. 2021年04月
71. 034 RZ-046 シャドーフォックス マーキングプラスVer. 2021年05月
72. 050 EZ-036 デススティンガーZS 2021年07月
73. 051 EZ-027 レブラプター 2021年09月
74. 052 EZ-027 レイヴェンラプター 2021年11月
75. 053 EZ-054 ライガーゼロイクス　2021年12月
76. 028 RZ-014 ゴドス　マーキングプラスVer. 2022年01月
77. 039 EZ-017 イグアン　マーキングプラスVer. 2022年03月
78. 001 RZ-007 シールドライガー マーキングプラスVer. 2022年05月
79. 015 EZ-015 アイアンコング マーキングプラスVer. 2022年12月
80. 054 EHI-7 レドラー ゼネバス帝国仕様 2023年02月
81. 055 EZ-005 レドラー ガイロス帝国仕様 2023年03月
82. 056 RZ-053 ケーニッヒウルフ 2023年07月
83. 058 グリーンホーンAB 2023年10月
84. 017 EZ-004 レッドホーン マーキングプラスVer. 2024年1月
85. 034 RZ-046 ファイアーフォックス マーキングプラスVer. 2024年3月
86. 060 RZ-002 ガイサック 2024年7月
87. 021 DPZ-10 ダークホーン マーキングプラスVer. 2025年3月
88. 061 RZ-009 コマンドウルフAC&LC マーキングプラスVer. 2025年4月
89. 062 EZ-006 モルガ フルオプションセット 2025年5月
90. 011 RZ-013 カノントータス マーキングプラスVer. 2025年9月
91. 063 RZ-045 サラマンダー 2025年12月

### Zナイト 1/100
1. Z001 Z・A03 TYPE-K Zナイト 2014年08月
2. Z002 Z・A01 TYPE-V マリンカイザー 2015年12月

### 限定品
1. 001 RPZ-03DS シールドライガー(デザート・タイプ) 2007年02月
2. 002 EHI-3 コマンドウルフLC ゼネバス帝国軍仕様 2007年06月
3. 003 RZ-028 ブレードライガーAB レオン仕様 2008年09月
4. 002 Zi-024 コマンドウルフ アーバイン仕様 2009年06月
5. 003 RZ-028 ブレードライガーミラージュ 2010年08月
6. 019 EZ-016 セイバータイガーゴールド 2011年02月
7. 001 シールドライガー RAMAR仕様 2011年07月
8. 020 EZ-035 ライトニングサイクス アーバイン仕様 2013年02月
9. 034 RZ-046 ファイアーフォックス 2013年10月
10. ライガーゼロ CASセット クリアVer. 2014年08月
11. 003 RZ-028 ブレードライガーAB レオン仕様 リニューアルVer. 2014年10月
12. 002 Zi-024 コマンドウルフ アーバイン仕様 リパッケージ版 2015年05月
13. 041 EZ-036 デススティンガー ヒルツ仕様 2015年12月
14. 022 EZ-054 ライガーゼロ帝国仕様 2017年07月
15. 044 RZ-029 ストームソーダー アーラバローネ仕様 2017年12月
16. 045 EZ-049 シュトゥルムテュラン バーサークユニットセット 2018年03月
17. EZ-026 ジェノザウラー ボーンカラーVer. 2019年07月
18. RZ-030 ガンスナイパー ボーンカラーVer. 2019年07月
19. 043 RZ-001 ゴジュラスガナー 2019年11月
20. W001 ワイルドライガー紅蓮Ver. 2020年12月
21. EPZ-003 サーベルタイガー CAカラーVer. 2020年12月/2021年01月
22. 022 EZ-054 ライガーゼロ帝国仕様 マーキングプラスVer. 2021年12月
23. 053 ライガーゼロ帝国仕様専用イクスユニット　2021年12月
24. 057 RZ-053 ヘビーアームズケーニッヒウルフ 2023年08月
25. 052 EZ-027 レブラプター夜警仕様 2023年09月
26. 059 EZ-005 レドラー ブースターキャノン仕様 2024年2月
27. 040 RBOZ-003 ゴジュラス マーキングプラスVer. 2024年4月
28. 061 RMZ-04 グランチュラ 2024年12月
29. 062 RMZ-012 ガイサック 旧共和国仕様 2025年4月

### カスタマイズパーツセット
主にメッキ加工、クリアー成型の外装などのデコレーション用パーツ。塗装による再現が難しい色違いのクリアキャノピー等の他、一部追加武装などのカスタマイズパーツシリーズ。コトブキヤ直営店・通販及び各種イベントで販売。商品番号・商品名・発売時期を記載。
1. 001 キャノピーセット(シールドライガー用) 2007年02月
2. 002 ストライククローセット(コマンドウルフ用) 2007年07月
3. 003 ストライククローセット(ブレードライガー用) 2008年02月
4. 004 レーザーブレード&グレーキャノピーセット(ブレードライガー用) 2008年02月
5. 005 ハイパーキラーファングセット(ジェノザウラー用) 2008年02月
6. 006 放熱フィンセット(ジェノザウラー用) 2008年02月
7. 007 セイバータイガーカスタマイズパーツセット(サーベルタイガー再現デカール付) 2008年06月
8. 008 エクスブレイカー&レーザーチャージングブレードセット(ジェノブレイカー用) 2009年07月
9. 009 関節キャップセット(大) 銀Ver. 2009年07月
10. 010 関節キャップセット(小) 銀Ver. 2009年07月
11. 011 ホロテックアーマーセット(シールドライガー用) 2009年07月
12. 012 関節キャップセット(大) 金Ver. 2010年02月
13. 013 関節キャップセット(小) 金Ver. 2010年02月
14. 014 マルチブレードアンテナ・バイトファング&マルチパックカバー(ガンスナイパー用) 2010年02月
15. 015 パイロットセット 金&銀 2010年02月
16. 016 ライトニングサイクス バイトファング(銀メッキ) 2010年07月
17. 017 ライトニングサイクス ストライクレーザークロー(銀メッキ) 2010年07月
18. 018 ストライクレーザークロー＆レーザーファング（ライガーゼロ対応） 2011年02月
19. 019 関節キャップ 赤メッキ（ライガーゼロ対応） 2011年02月
20. 020 CASタイプゼロアーマー パールVer.（ライガーゼロ対応） 2011年02月
21. 021 ライガーゼロシュナイダー セブン・ブレード（銀メッキ） 2011年07月
22. 022 プテラス旧共和国イメージカラー外装パーツ 2011年07月
23. 023 シールドライガー用2連ビームキャノン 2011年12月
24. 024 ライガーゼロ カスタマイズメッキパーツセット 2012年07月
25. 025 バーサークフューラー カスタマイズメッキパーツセット 2012年8月
26. 026 ジェノブレイカー レイヴン仕様 カスタマイズメッキパーツセット 2013年02月
27. 027 シャドーフォックス＆ファイアーフォックス カスタマイズメッキパーツセット 2013年10月
28. 無番 ビームガトリングセット 2015年08月
29. 無番 ゴジュラスキャノンセット 2016年12月
30. 無番 パイルバンカーユニット 2021年11月
31. 無番 ブースターキャノンセット 2023年03月
32. 無番 デュアルスナイパーライフル&AZ5連装ミサイルポッドセット 2023年07月
33. 無番 アタックブースターセット 2023年10月

### ゾイドワイルド 1/35
1. W001 ワイルドライガー　2020年10月
2. W002 ファングタイガー　2021年08月